# Apatihowella sol
Apatihowella sol är en kräftdjursart som beskrevs av Jellinek och Swanson 2003. Apatihowella sol ingår i släktet Apatihowella och familjen Trachyleberididae. Inga underarter finns listade i Catalogue of Life.